# Crasna (Theiß)
Die Crasna (ungarisch Kraszna) ist ein linker Nebenfluss der Theiß in Nordwest-Rumänien und Nordost-Ungarn.
Die Crasna entspringt in den Munții Meseș, einem Höhenzug im Nordosten des Apuseni-Gebirges, südlich der Gemeinde Crasna im Kreis Sălaj. Nahe ihrem Ursprung wird sie zum Vârșolț-Stausee aufgestaut. Sie fließt in überwiegend nordnordwestlicher Richtung. Dabei durchfließt sie die Stadt Șimleu Silvaniei, überquert die Grenze nach Ungarn und mündet bei Vásárosnamény in die Theiß. Der Flusslauf der Crasna hat eine Länge von 193 km, davon liegen 147 km in Rumänien. Ihr Einzugsgebiet umfasst 3142 km². Der mittlere Abfluss beträgt lediglich 3 m³/s.